# 考古学

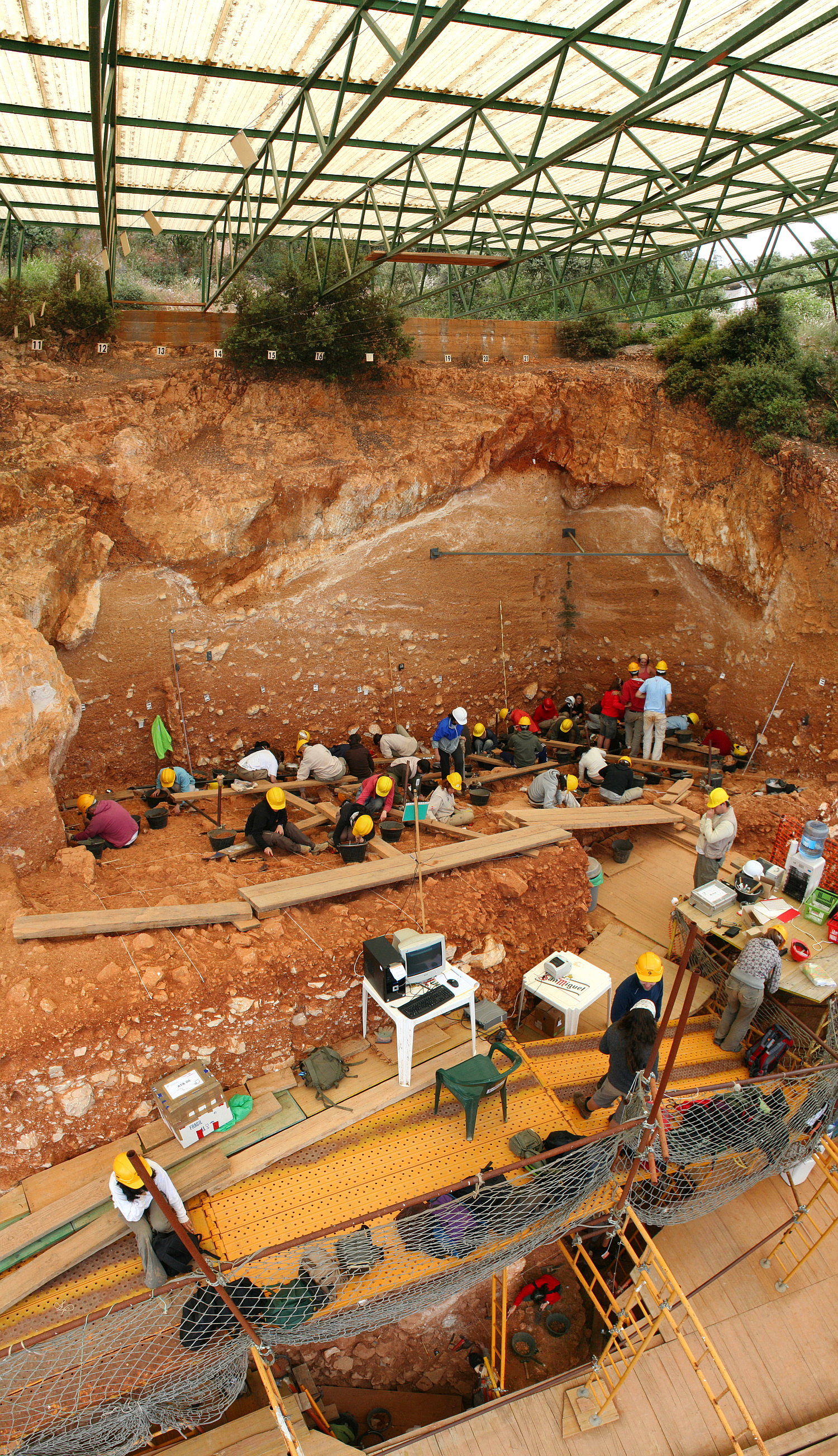
西班牙阿塔普埃爾卡山的葛蘭多利納遺址發掘工作，2008年。

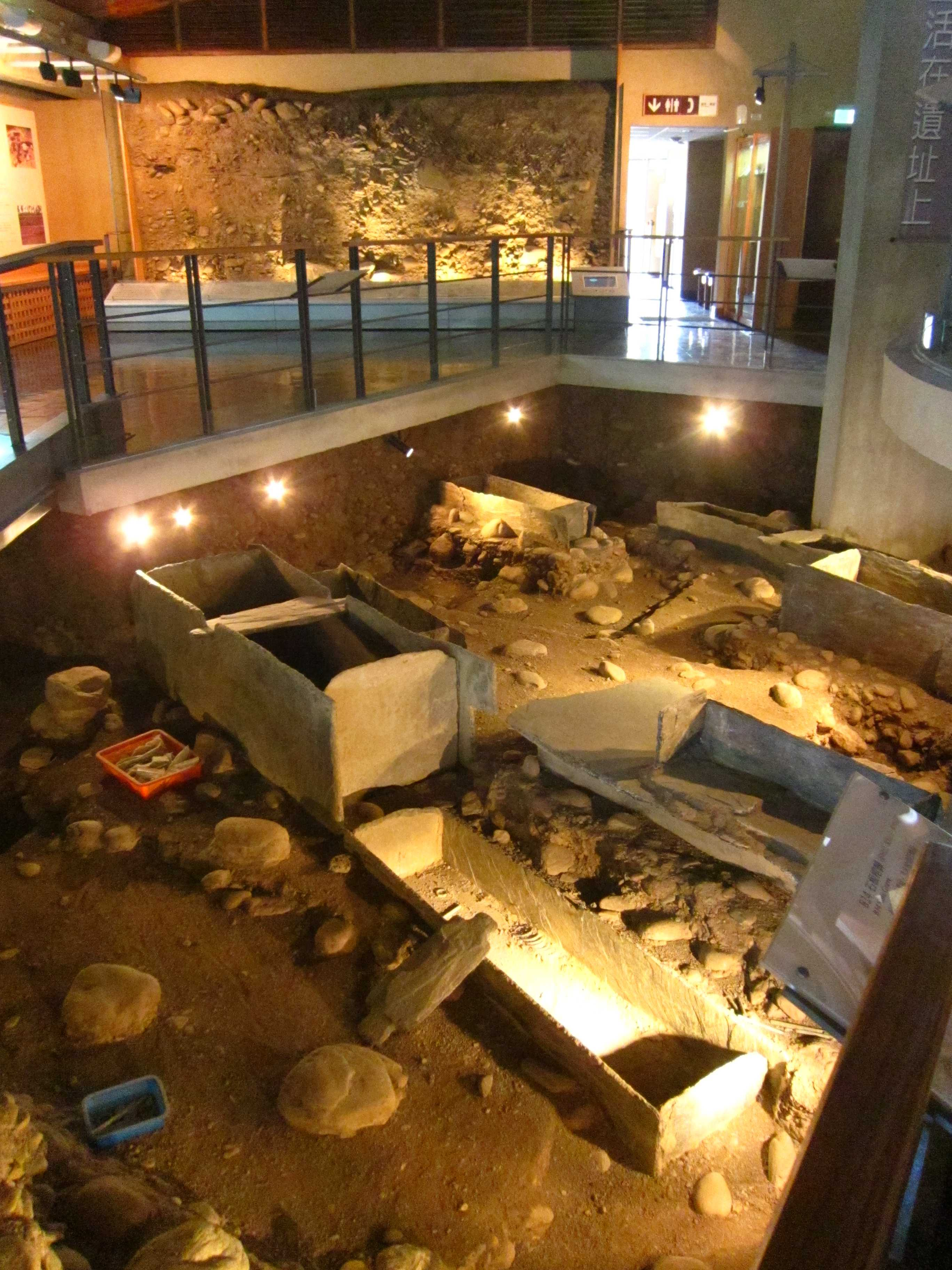
臺灣臺東縣卑南鄉卑南遺址挖掘現場展示

考古學（英語：或, archaiologia ,arkhaīos，「古代」；以及, -logiā,「學問」），對於過去人類社會的研究，主要透過重建與分析古代人們的物質文化與環境資料，包括器物、建築、生物遺留與文化景观。由於考古學運用許多不同的研究程序，它可被認定為一門科學與一門人文學，而且在美國，它是人類學的一個分支；在歐洲則是一門獨立學科；在中国，考古学是历史学的分支。
考古學研究人類歷史，從距今250萬年前東非最早的石器的發展，直到近代。這個學科是最重要的史前史研究學科，在史前時代沒有文字資料可供歷史學家研究，而且這個時代佔了人類整體歷史的99%以上，從舊石器時代直到書寫文字出現之前。考古學具有各種不同的目標，範圍從研究人類演化到文化演化與瞭解文化史。
考古學包括遗址調查、發掘以及最後對所收集資料的分析，以便更瞭解人類的過去。就宏觀的視野來看，考古學仰賴跨學科分析，學科上的協助來自人類學、歷史學、遺傳學、演化生物學、生物科技、藝術史、古典學、民族學、地理學、地質學、語言學、物理學、資訊科學、化學、統計學、古生態學、古動物學、古生物學、古民族植物學與古植物學。
考古學在19世紀由歐洲的古物蒐藏發展出來，從那時開始就成為遍佈世界的學科。從一開始，各種特別型態的考古學就已發展，包括海洋考古學與考古天文學，以及多樣的科學技術以輔助考古學調查。然而今日考古學家面對許多問題，包括面對偽考古學、盜掘掠奪器物、與反對人類遺留的發掘。

## 名称溯源
汉语的考古学来自于欧洲，而欧洲各国文字中的考古学都源于希腊文的αρχαίολόγί，这个词是由αρχαίος（意为古代事物或古代）和λόγος（意为科学）组成，在古希腊泛指古代史的研究。在公元4世纪的时候，柏拉图就使用这个希腊文的單词來指古代史的研究。这个词在一段时間内很少使用，在17世纪时又被重新使用，用以表示古物和古蹟的研究。17、18世纪的主要指的是古物中的美術品，到了19世纪才泛指一切古物和古蹟。
中国在公元1-2世纪（东汉）已有“古学”这个名词，来泛指研究古代的学问。到了北宋中叶（11世纪）时，诞生了一门研究青铜彝器和石刻的学问——金石学，即考古学的前身。这时“考”“古”二字也开始被连用。公元1092年成书的《考古图》就已经率先使用了“考古”这一名词，不过此时指的是考证古文字与古文章。

## 歷史

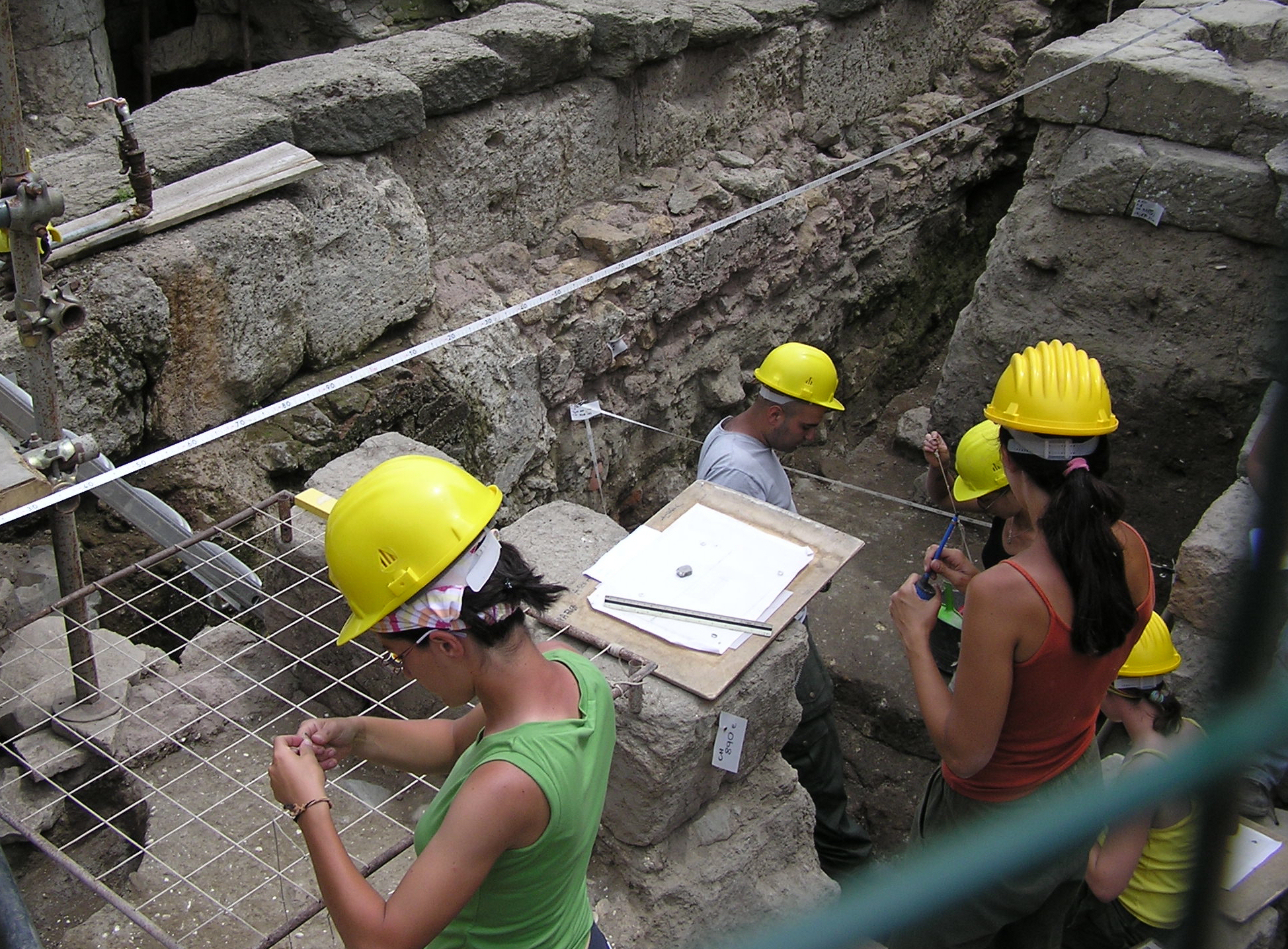
在義大利距今二千年的古羅馬遺址，正由考古學家進行發掘與繪圖。

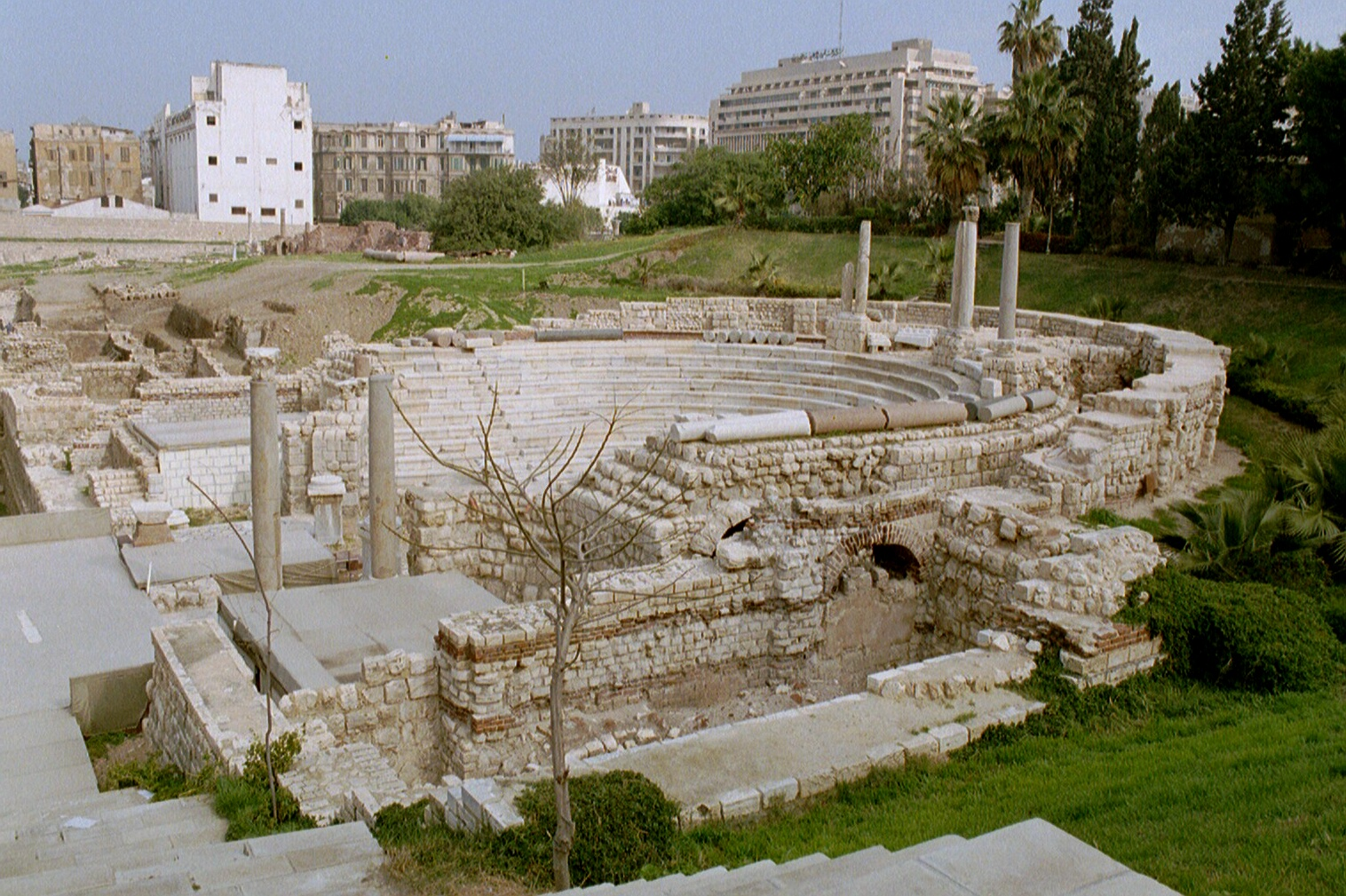
埃及亞歷山卓的古羅馬劇場

出身安科納的巡迴學者佩茲柯里（Ciriaco Pizzecolli，1391年－1453年），多次走遍地中海地區，以記錄他對古代建築和物質的發現。基於這個原因，他被稱為考古學之父。

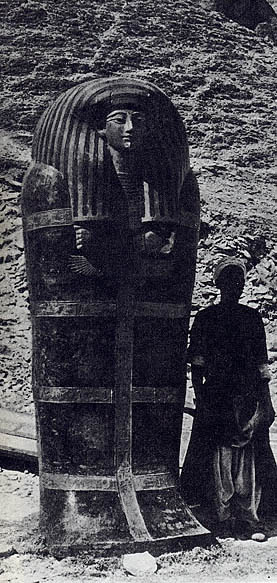
1905年，考古学家在埃及帝王谷发现贵族尤亚（yuya）与图玉墓(KV46),在图坦卡蒙墓发现之前，其陵墓为最完整的陵墓，图为考古学家在尤亚（yuya）墓发现的尤亚棺

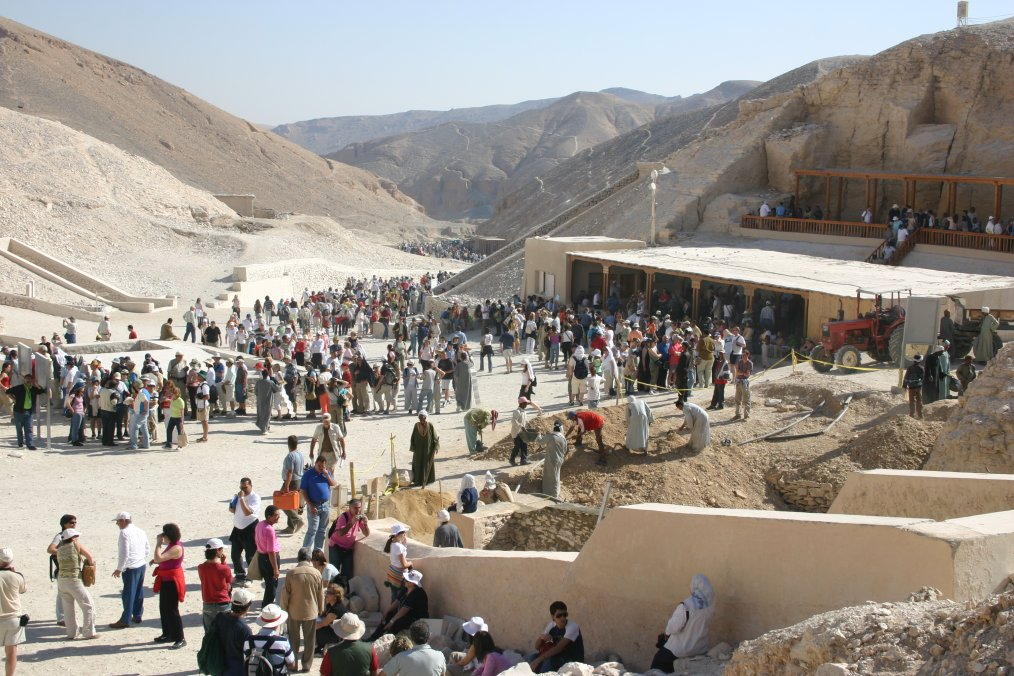
2005年，考古学家在埃及帝王谷图坦卡蒙墓（KV62）附近发现的陵墓，可能是图坦卡蒙的母亲基亚之墓(KV63)

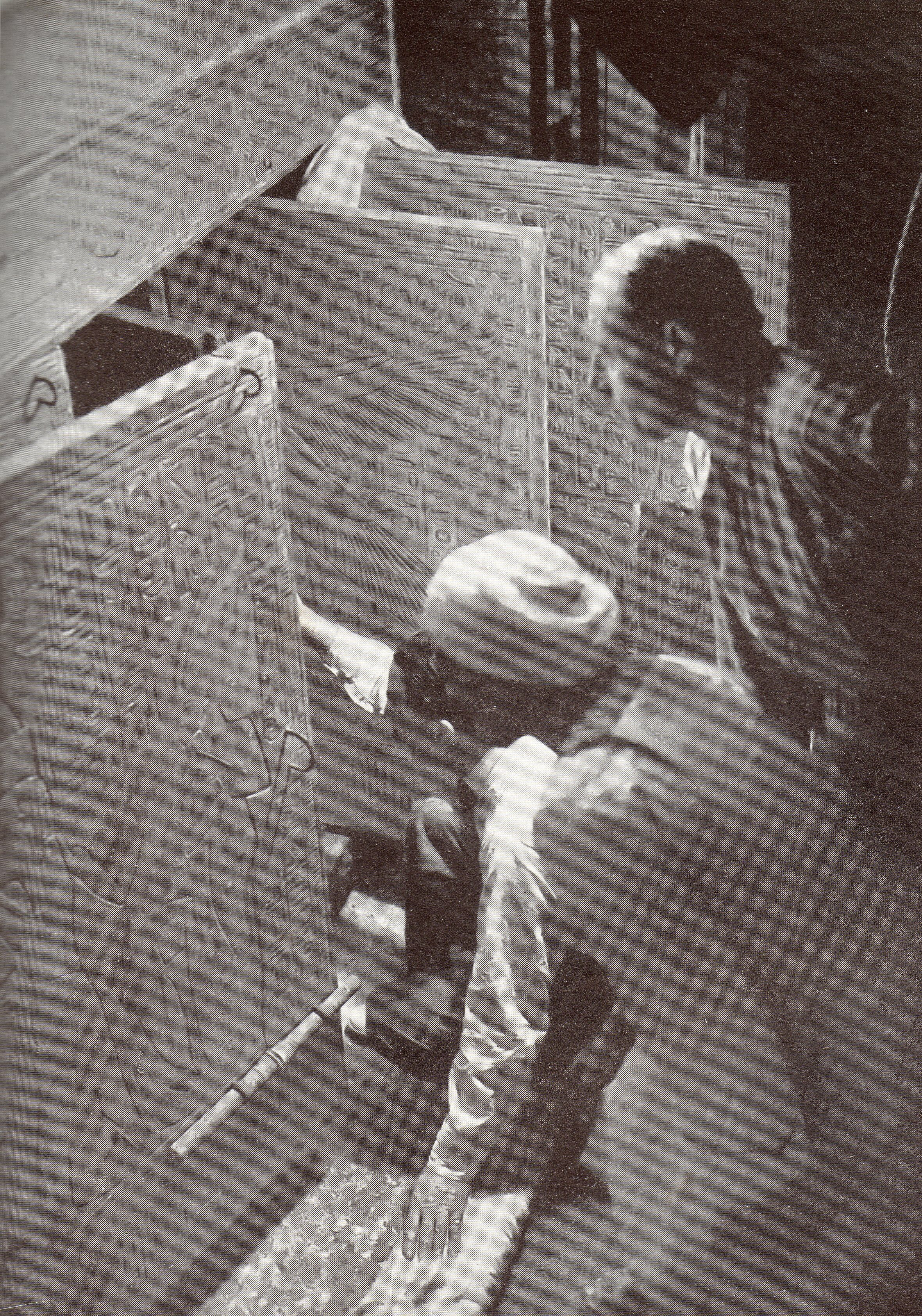
1922年，霍华德·卡特在埃及帝王谷发现从未盗过的陵墓，图坦卡蒙墓(KV62)

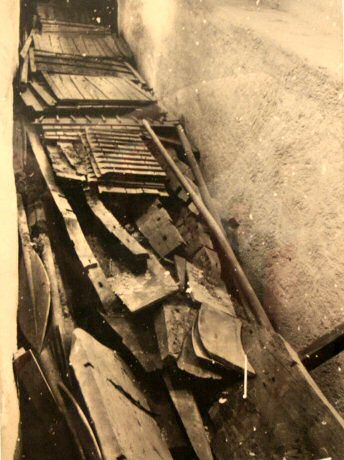
1955-1956年，考古学家在胡夫金字塔发现5艘胡夫太阳船

現代考古學在19世紀中期起源於歐洲，它是在地質學的科學研究進步之後發展出來。地質學呈現，地球的年齡是數十億年，而不是當時普遍認定的幾千年。在此後不久，1859年查爾斯·達爾文出版《物種起源》一書，概述了他的演化論，最終導致科學家相信，人類事實上有數百萬年的歷史，從而提供一個時間限度，可在其中蓬勃發展考古研究。同時，在1836年丹麥歷史學家克里斯蒂安·于恩森·汤姆森出版《斯堪第那維亞古物指南》（A Ledetraad til Nordisk Oldkyndighed），於1848年翻譯成英文，其中他提議將歐洲史前史區分為三年代系統，即石器時代、青銅時代和鐵器時代，這是依據人類使用的材料。這三個概念，包括人類古物、演化與三年代系統，往往被認為是現代考古學的基石。
不久，早期考古學家開始調查世界各地的各個不同區域，對於古代愛琴文明的研究，受到海因里希·施利曼在特洛伊，以及亞瑟·埃文斯在克里特的發掘所刺激，而約翰·勞埃德·斯蒂芬斯是在整個中美洲重新發現瑪雅文明的關鍵人物。但是，按照今天的標準來看，這些考古學家所運用的方法有著極大的缺陷，往往具有歐洲中心論的偏見，而且許多早期歐洲考古學家往往依賴於愛德華·伯內特·泰勒與路易斯·亨利·摩爾根等人所提供的人類學和民族誌論述，從而比較現代的“野蠻”人群，如同美洲原住民以及在歷史上住在類似社會的歐洲民族。
很快地，這個新創立的考古學蔓延到北美洲，就由塞繆爾·黑文和威廉·亨利·霍爾姆斯等知名學者，發掘古代印第安人遺跡。
考古學田野研究法的更進一步發展，出現於十九世紀晚期。其中一位執牛耳的人物，是奥古斯都·皮特·里弗斯，他認真發掘了英格蘭南部的Cranborne Chase，強調應該受到記錄的，不僅是具有美感或有價值的項目，更包括世俗物品；因此他協助考古學從古物蒐藏（antiquarianism）區分開來。在19世紀末和20世紀初，其他幾位重要的考古學家，進一步完善了這個學科，他們是弗林德斯·皮特里（他在埃及和巴勒斯坦從事發掘），莫蒂默·惠勒（印度），多蘿西·加羅德（Dorothy Garrod，在中東），麥克斯·烏勒（Max Uhle，秘魯），以及阿尔弗雷德·基德尔（Alfred Kidder，墨西哥）。在整個20世紀，考古學進一步適應和創新，特別是在1960年代，當時喬治·巴斯推廣海洋考古（maritime archaeology），都市考古（urban archaeology）則隨著許多歐洲城市更新發展變得更普遍，搶救考古（rescue archaeology）則是在日益增加的商業發展之下應運而生。

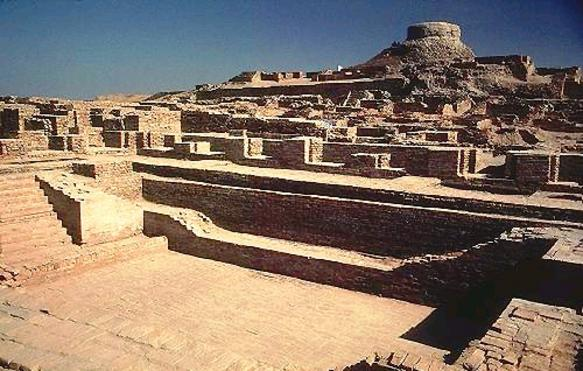
巴基斯坦摩亨佐-達羅考古遺跡

## 理論

### 目的

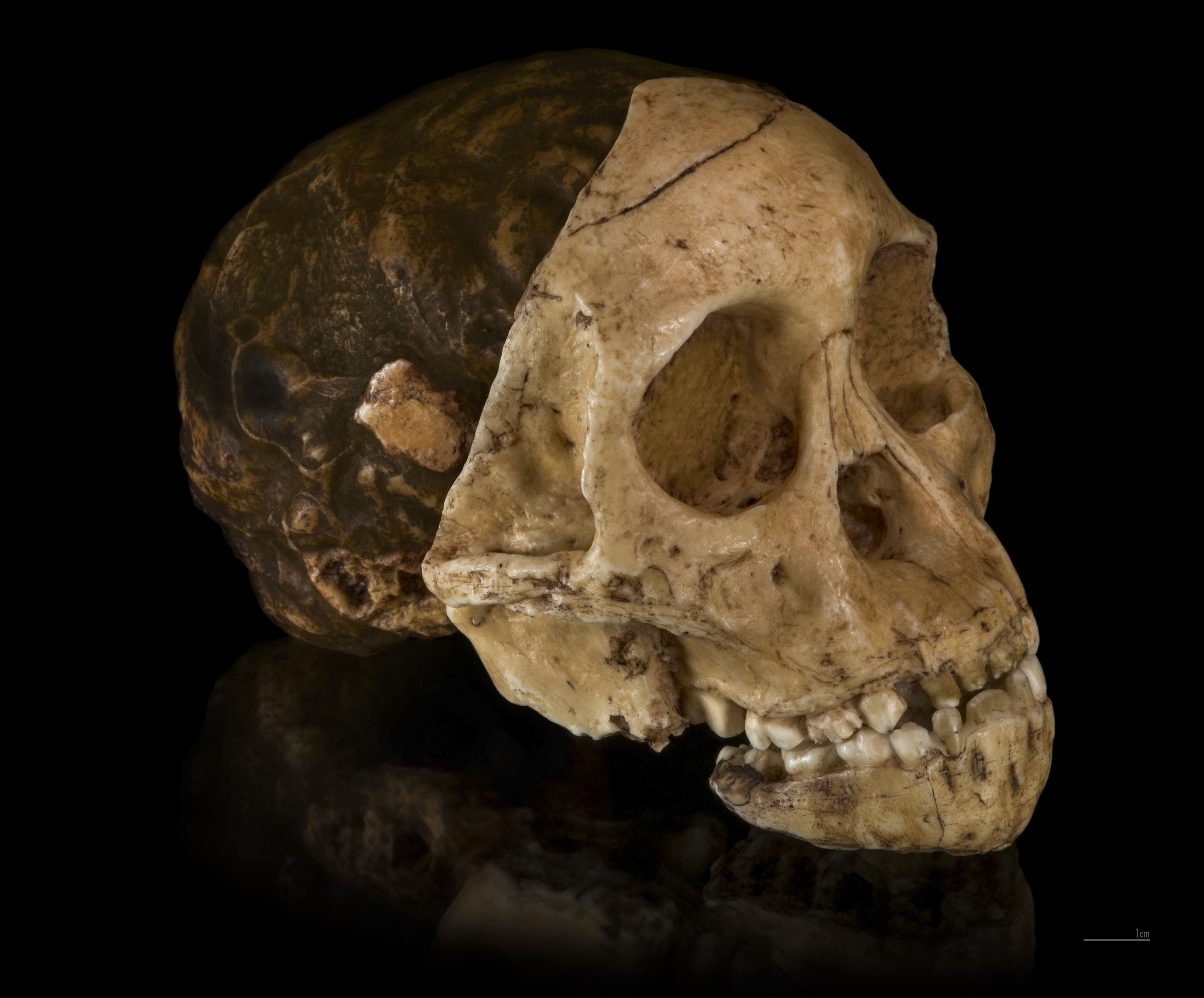
在南非出土的陶格孩童頭骨。這個孩童是南方猿人非洲種這個物種的一個嬰兒，這是早期人族的類型。假使沒有考古學的話，我們無從瞭解人類演化。

考古學目的在於了解更多關於過去社會以及人類發展的事實。人類有超過99%的歷史是在史前史，當時的人類並未使用文字，因此並未留下關於他們自身的文字記錄，以供我們研究。在欠缺這種書寫文字的資源下，了解史前社會的唯一途徑就是考古學。許多關於人類歷史的重大發展發生在史前史，包括在舊石器時代發生的人類演化，當時在非洲，人族從南方猿人發展而來，最終成為當代的智人。考古學也找出許多人類技術演進的訊息，例如使用火的能力、石器的發展、煉鐵術的發明、宗教的源頭，以及農業的創造。假使沒有考古學的話，我們無從瞭解在人類在沒有書寫文字的年代，所發生的演化與技術變遷。

### 研究取向
考古學家並不全部服膺同一套考古學理論取向。當考古學於19世紀晚期開始發展，第一個考古學理論取向是文化史考古學，它所具有的目標是解釋文化為何改變和調整，而不是僅僅強調這些文化曾經產生的事實，因此強調歷史特殊論。在20世紀初期，許多考古學家研究的是與現存社會（例如美洲原住民、西伯利亞人、中美洲人的社會） 有所關聯的過去社會，他們依循直接歷史取向，比較在過去與當代族群及文化群體之間的連續性。在1960年代，由賓佛與傅能瑞等美國考古學家所領導的一場考古學運動，反對當時已經建置完備的文化史考古學。他們提議一種更具科學與人類學性質的「新考古學」，具有假設測試與科學方法，這在後來稱為過程考古學。
在1980年代，興起了一個嶄新的後現代運動，由英國考古學家所領導，包括Michael Shanks、Christopher Tilley、Daniel Miller、以及伊恩·霍德，這後來稱為後過程主義考古學。它質疑過程主義對科學實證論與公正性的訴求，並強調自我批判的理論反思性。然而，後過程主義遭到過程主義批評為欠缺科學熱情，而且學者依然爭辯著過程主義與後過程主義的有效性。同時，另一個理論「歷史過程論」（historical processualism）興起，尋求整合出一個焦點，放在過程與後過程考古學所強調的反思性及歷史。
現今的考古學理論採借了來自很大範圍的理論思想，包括演化、現象學、後現代、結構與能動、認知考古學、功能學派、性別考古學與女性主義考古學、以及考古學系統理論等。

## 研究方法
一場考古學調查往往包含幾個清楚劃分的階段，每個階段運用特有的研究方法。在任何的實際考古工作可以進行之前，考古學家必須先就所欲達成的清楚目標取得共識。做到這一點之後，進行對一處遺址的考古學田野調查，盡可能發現關於這個遺址及其周圍區域的資訊。其次，展開發掘工作，以蒐集埋藏在地下的任何考古特質；第三，研究從這場發掘中所蒐集的資料，並評估是否達成考古學家原先設定的研究目標。然後將這些資訊出版，以便由其他考古學家與歷史學家取得使用，學者認定這是一個好作為，即使有時被忽略。

## 分支學科
正如大多數的學科，考古學有許多分支學科，區分的方式有些是依據特定的研究法或物質類型（如：石器分析、史前音乐、考古植物學）、地理或年代（如：近東考古學、中世紀考古學），其他的主題（如：海洋考古學、地景考古學、戰場考古學），或是一處特定的考古文化或文明（如：埃及學、印度學、漢學）。另外也有针对考古学的历史进行研究的考古学史。

### 歷史考古學
歷史考古學研究已有某種文字的文化。例如，在英國，考古學家發掘了一些中世紀村落遺址，它們在14世紀的危機之後就遭到棄置，並發現17世紀的花壇園圃的佈局，後來由於流行風格的改變，人們不再使用這種佈局。在美國紐約市城區，考古學家發掘了18世紀非洲裔的墓園，現在成為非洲人墓地國家紀念碑。

### 民族考古學
民族考古學是對於現存人群的考古學研究。這個取向在1960年代強調中程理論而声名鹊起，這是當時過程學派運動的一項特色。
早期的民族考古學研究將焦點放在狩獵採集或搜食社會。民族考古學繼續成為後過程或其他當代考古學研究取向的一個強力成份。民族考古學運用民族誌研究來增進與改善它們的類比，然後運用這些類比，詮釋考古學記錄。簡言之，民族考古學就是將民族誌研究運用在考古學。

### 實驗考古學
實驗考古學是將實驗方法用於發展受到更高度控制的觀察，以分析那些創造並影響考古記錄的過程。在邏輯實證論的脈絡下，過程論具有改善考古學認識論的科學企圖心，其中研究方法變得重要。在改善詮釋考古學記錄的推論架構方面，實驗技術依然是一個重要成分。

### 文化資源管理
雖然考古學可以是一門純科學，但它也可以是一門應用科學，即是為面臨發展計劃所威脅的考古遺址做研究。在這種情況下，考古學成為在文化資源管理之下，一門受到資助的研究活動，在英國稱為文化資產管理（heritage management）。今天，文化資源管理涵蓋了在美國與西歐等地，大部份的考古學研究。在美國，自從1966年通過國家歷史維護法（National Historic Preservation Act，簡稱NHPA）之後，文化資源管理考古學就成為不斷受到關注的焦點，而且大多數的納稅人、學者與政治人物都相信，文化資源管理協助美國保存歷史以及史前史，避免隨著城市、水庫與公路的擴張而喪失。除了其他法令以外，國家歷史維護法強制規定，在聯邦土地上所執行的計劃，或是涉及聯邦經費或批准的計劃，都必須考量這個計劃對每一處考古遺址的影響。
文化資源管理在英國的運用範圍，並不侷限於政府出資的計劃。自從1990年開始，計劃政策方針第16項：考古學與計畫要求計畫者必須將考古學視為決定新發展計畫的一項考量因素。因此，有許多考古學組織在考古學敏感地區的建築工程開始之前，進行文化遺產減輕破壞調查（mitigation），依據污染者付費原則，由發展商支付費用。部分文物也必須妥當保存以避免損壞。

## 研究对象
考古学研究的对象是实物。主要是物质的遗存，或者说是遗物与遗迹。而这些遗存应该是古代人类的活动遗留下来的。考古学的研究集中在对过去的研究上，包括过去文化所遗留下来的各种资料。所以它的研究对象是属于一定时间以前的古代。比如
英国的考古学下限是诺曼人的入侵（1066年），
法国是加洛林王朝的覆灭（987年），
美洲各国是哥伦布发现新大陆（1492年），
中国的一般是以明朝的灭亡（1644年）为下限。
近年来，英国出现的中世纪考古学（Medieval Archeology）则把时间下限推进到了1640年。而美洲各国的工业考古学（Industrial Archeology）则研究近代工业初期的遗物。随着时代的前进，这些下限都会自然地向后推移。

## 理论
- 考古发掘管理
- 文化传播论
- 新考古学
- 后过程主义考古学
- 科技考古学
- 核技术考古

## 分支及其相关学科
- 按照年代分为：
  - 史前考古学
  - 历史考古学
- 按照地区分为：
  - 欧洲考古学
  - 埃及考古学
  - 中国考古学
  - 日本考古学
  - 中部美洲考古学
- 按照研究对象分为：
  - 宗教考古学
  - 美术考古学
  - 纸草学
  - 金石学
  - 铭刻学
  - 甲骨学
  - 古陶瓷学
  - 古钱学
  - 农业考古学
  - 环境考古学
    - 地质考古学
    - 考古植物学
    - 考古动物学

  - 考古天文学
- 按应用手段划分：
  - 田野考古学
  - 水下考古学
- 考古上的其他分支：
  - 类型学
  - 考古学史
  - 古文献学
  - 纹章学
  - 考古地磁学
  - 古文字学
  - 考古年代学

考古学中常用到的一些学科：
第四纪地质学— 体质人类学— 古动物学— 古植物学— 物理学— 化学— 民族学— 民俗学— 社会学— 历史学— 宗教学— 语言学— 自然科学史— 美术史— 建筑史— 地层学

## 技术
- 考古修复
- 考古年代测定
- 遥感考古
- 考古发掘
- 洛阳铲